# Социјална антропологија
Социјална антропологија је доминантна област антропологије широм Велике Британије и Комонвелта и већег дела Европе (Француска нарочито), где се разликује од културне антропологије. У Сједињеним америчким државама, социјална антропологија је обично обухваћена културном антропологијом (или под релативно новом ознаком социокултуролошка антропологија).
За разлику од културне антропологије, култура и њен континуитет (укључујући говор, ритуале, и карактеристично понашање) су традиционално схватани као зависне променљиве тј. варијабле социјалне антропологије, укључујући различите позиције и перспективе, нејасноће, сукобе и противречности друштвеног живота.
Теме интересовања за социјалне антропологе укључују обичаје, економску и политичку организацију, право и решавање конфликата, моделе потрошње и размене, сродство и структуру породице, родне односе, рађање и социјализацију, религију, а данашњи социјални антрополози се такође баве питањем глобализма, етничког насиља, проучавања родбинских веза, национализма и локалних искустава, као и развојем културе у компјутерском свету. Такође може да допринесе сарадњи противника у тренуцима када еколошки проблеми долазе у сукоб са економским кретањима.
Разлике између британских, француских и америчких социокултуролошких антрополога су смањене међусобним разговором и разменом сазнања о дотадашњим теоријама и методама. Социјални и културни антрополози налазе се у већини института антропологије. Неки од њих, као што је Институт за социјалну и културну антропологију (Оксфорд) је променио име како би приказао промену у саставу, други, попут социјалне антропологије на Универзитету у Кенту је постао једноставно Антропологија. Већина је задржала назив под којим је основана.
Обимно квалитативно истраживање, укључујући и интензивне теренске студије (са нагласком на методе посматрања учесника) је традиционално подржано од стране социјалне антропологије више него квантитативне анализе анкета, упитника и кратких посета које обично користе економисти, политиколози, и (већина) социолога.

## Материја и пракса
Социјална антропологија се разликује од предмета као што су економија или политичке науке по свом холистичком опсегу и пажњи коју даје разноврсности друштава и култура широм света. Разликује се такође и од социологије, првенствено у својим главним методама (на основу дугорочног посматрања учесника и језичке спремности). Она проширује строго друштвене феномена у културу, уметност, индивидуалност, и спознају. Многи социјални антрополози користе квантитативне методе такође, посебно оне чије истраживање додирује теме као што су локалне економије, демографије, хумане екологије, спознаје, или здравље и болести.
 Усавршавање
Специјализације у оквиру социјалне антропологије се мењају као што се и прдмети истраживања трансформишу и појављују се као нове интелектуалне примери; музикологија и медицинска антропологија су примери актуелних, добро дефинисаних специјализација.
Новији и тренутно когнитивни развој; социјална и етичке схватања нових технологија; нови облици "породице" и друге нове социјалности по узору на сродства; тренутни пад државног социјализма; политика опорављених религија; и анализа ревизорских култура и одговорности.
Овај предмет је оживео и допринео напретку приступа из других дисциплина, као што су филозофија (етика, феноменологија, логика), историја науке, психоанализа, и лингвистика.
Етичка питања
Овај предмет има и етичке и рефлексивне димензије. Практиканти су развили свест о смислу у коме су научници створили своје предмете истраживања и начине на које антрополози и сами могу да допринесу процесу промена у друштвима које они проучавају. Пример за то је "Хавторнов ефекат', при чему оно што се проучава може да промени своје понашање као одговор на знање да су под присмотром и истраживањем.

## Тајлор и Фразер
Е. Б. Тајлор (2. октобар 1832—2. јануар 1917) и Џејмс Џорџ Фразер (1. јануар 1854 - 7. мај 1941) се сматрају оснивачима модерне социјалне антропологије у Британији. Они су добили највећи део материјала за своје компаративне студије кроз читање, а не теренским радом, углавном су читали класике (литература и историја Грчке и Рима), рад раних европских фолклориста, и извештаје мисионара, путника, и савремених етнолога.
Тајлор се снажно залагао за облик "униформности човечанства". Тајлор је посебно поставио темеље за теорије културног дифузионизма, наводећи да постоје три начина да различите групе могу имати сличне културне форме или технологије: "Независни изум, наслеђе од предака у далеком региону и пренос из једне расерасе на другу."
Тајлор је формулисао један од раних и најутицајнијих антрополошких концепција културе као "та комплексна целина, која укључује знање, веровање, уметност, морал, право, обичаје и све остале способности и навике стечене од људи као чланова друштва." Међутим, Тајлор се углавном бави описивањем појединих елемената културе, а не већим функцијама. Тајлор је такође увео и теорију о пореклу религијских веровања људи, предлажући теорију анимизма као најранију фазу, и констатујући да "религија" има много компоненти, од којих је веровао да је најважније веровање у натприродна бића (за разлику од моралних система, космологија, итд).
Џејмс Џорџ Фразер био је шкотски социјални антрополог познат по изузетном утицају на рану фазу студија митологије и компаративне религије. Често се назива једним од очева и оснивача модерне антропологије. Његово најпознатије дело The Golden Bough (1890) је детаљно описало сличности магијских и религијских веровања широм света. Фразер је тврдио да су људска веровања еволуирала кроз три стадијума: примитивну магију, религију и модерну науку.

## Малиновски и британска школа
Бронислав Малиновски (пољ. Bronisław Kasper Malinowski; Краков, 7. април 1884 — Њу Хејвен, 16. мај 1942) је био пољски антрополог који се сматра утемељивачем етнографије и једним од најзначајнијих антрополога XX века. Такође је радио као професор атропологије у Лондону у економској школи.
Иако је 1908. године дипломирао физику на Јагелонском универзитету, читање Фрејзерове „Златне гране“ га је окренуло антропологији. Први је увео у антрополошка истраживања технику опсервације са партиципацијом током свог вишегодишњег боравка међу урођеницима на Тробријандским острвима. Он је током Првог светског рата боравио међу урођеницима, научио њихов језик и обичаје и активно живео међу њима подигавши свој шатор у средишту њиховог села. Истраживао је својеврстан начин размене добара међу њима познат као Кула. У својим радовима је развио посебну теорију социјалне антропологије познату као функционализам.

## Антрополози повезани са социјалном антропологијом
- Абдре Бетеил
- Александар Бошковић
- Едмунд Сноу Карпентер
- Мари Даглас
- Томас Хајланд Ериксен
- Е.Е. Еванс-Причард
- Рејмонд Фирт
- Розмари Фирт
- Мајер Фортес
- Ернест Гелнер
- Стивен Глејзиер
- Џег Гуди
- Дејвид Гребер
- Дон Калб
- Адам Купер
- Едмунд Лич
- Мари Лиф
- Клод Леви-Строс
- Алан Мекфарлен
- Бронислав Малиновски
- Сигрид Фредерик Нејдел
- Сузан Висванатан
- А.Х.Џ. Принс
- Алфред Радклиф-Браун
- Одри Ричардс
- Виктор Тернере
- Маршал Салинс
- Филип Дескола
- Марилин Стратерн
- Даглас Вајт
- Ерик Волф
- Роберт Лејтон

## Познати ученици социјалне антропологије
- Ник Клег - представник либералне демократске партије у Великој Британији и потпредседник владе Велике Британије
- Хју Лори - глумац познат по улози доктора у "House"
- Тандивеј Њутон - глумица
- Александра Шулман - уредник британског модног издања
- Дејвид Атенборо - телевизијски водитељ
- Чарлс III - британски краљ
- Дарен Аронофски - филмски режисер
- Амитав Гош - књижевник
- Мик Хакнол - главни певач у "Simply Red"
- Арнаб Госвами - индијски новинар